# Kommissionen (TV-serie)
Kommissionen är en svensk TV-serie i 12 avsnitt som spelades in under 2004 och sändes under hösten 2005 (premiär 23 augusti). För manus och delar av regin stod Anders Lenhoff.
TV-serien skulle egentligen ha sänts i SVT under våren 2005 men sköts upp. I samband med sändningen släpptes serien på DVD och i bokform. Serien fick stor publik i inledningen, men tittarsiffrorna sjönk snart.

## Handling
Serien handlar om efterverkningarna av ett terrordåd mot Riksdagshuset i Stockholm där flera i regeringen och ett par utländska dignitärer dör. Som svar tillsätter statsministern en kommission som ska samordna räddningsarbetet och utreda vad det är som ligger bakom attentatet. Men kommissionen möter både politiskt motstånd - frågan är om den är laglig - och stora utmaningar när centrala Stockholm ligger i ruiner.
När väl sanningen kommer inom räckhåll rycks den snart bort och Lena Lagerfelt måste snart ta till hela gruppens samlade kompetens i skuggan av förlusten av en kollega, för att en gång för alla skipa rättvisa, men går detta när krafter inom gruppen smider egna planer och motarbetar de andra?

## Rollista och karaktärer (i urval)

### Huvudroller (Norrströmskommissionen och Rosenbad)
- Katarina Ewerlöf - Lena Lagerfelt, ordförande Norrströmskommissionen och fd. justitieminister (s)
- Chatarina Larsson - Grete Ancker, vice ordförande Norrströmskommissionen och fd. utrikesminister (fp)
- Helge Skoog - Sigvard Borg, fd. länspolismästare i Stockholm
- Loa Falkman - Rolf G. Johansson, statsminister (s)
- Göran Gillinger - Nils Folkesson, statsministerns presschef som blir kommissionens presschef
- Peter Perski - Karim Mahmoudi, polis
- Cecilia Häll - Uni Hoffer
- Anna Ulrika Ericsson - Anne Petersson, jurist
- Magnus Mark - Hans Levén, statssekreterare (s)

### Familjemedlemmar till kommissionsmedlemmar
- Filip Berg - Calle Lagerfeldt, Lenas son
- Lena-Pia Bernhardsson - Sonja Borg, Sigvards fru
- Lina Nyman - Lotta Folkesson, Nils fru
- Gunnar Lagerfeldt, Lenas ex-man (nämns, men syns inte till)
- Sigvards söner, syns till men har inga repliker och skådespelare är okänd

### Regeringen
- Ing-Marie Carlsson - Anna-Lisa Svanberg, jordbruksminister (s)
- Peder Falk - Sixten Hedman, justitieminister (s)
- Lena Strömdahl - Monica Svensson, socialminister (s)
- Jan Mybrand - skolminister (s)
- Ingrid Claesson, utrikesminister (s) - nämns bara (dör i Norrströmsattacken)
- Ove Wickström, försvarsminister (s) - nämns bara (dör i Norrströmsattacken)

### Partipolitik och riksdagen
- Dan Bratt - Birger Varelius, partiledare (m)
- Hans Mosesson - Pär Berglund, partiledare (fp)
- Bengt Järnblad - ordförande i Konstitutionsutskottet (m)
- Mats Uddén - riksdagsman (kd) - nämns bara på hemsidan

### Övriga
- Mathias Lenhoff - Johan Hagsköld
- Jonatan Blode - Mikael Ekdahl
- Lars Erik Berenett - Tryggve Hansberg, SÄPO-chef
- Thomas Hanzon - Yngwe Nordin, räddningsledare
- Claes Ljungmark - Stolpe, räddningsledare
- Sverrir Gudnason - Hampus
- David Boati - Henrik
- Ann-Sofie Kylin - polismästare i Stockholm
- Anders Beckman - Bosse Lundström, länspolismästare i Kalmar
- Peter Engman - Journalist
- Erik Rolfhamre - platsansvarig militär
- José Castro - ÖB Harald Björkroth
- Ola Rapace - Timo Pekkanen
- Pierre Lindstedt - Borgs gamla kollega
- Johan H:son Kjellgren - advokat
- Jan Waldekranz - Bengt, nyhetsuppläsare
- Erika Höghede - Söderberg, nyhetsuppläsare

## Avsnitt
| Nr | Titel                    | Sändningsdatum | Tittarsiffror |
| -- | ------------------------ | -------------- | ------------- |
| 1  | Det händer inte här      | 23 augusti     | 1 663 000     |
| 2  | Prioriteringar           | 30 augusti     | 1 407 000     |
| 3  | Psaltaren 37:2           | 6 september    | 1 017 000     |
| 4  | Eftermäle                | 13 september   | 865 000       |
| 5  | Kålsupare                | 20 september   | 825 000       |
| 6  | Kändisskap               | 27 september   | 864 000       |
| 7  | Slutledningar            | 4 oktober      | 786 000       |
| 8  | Karlssonutredningen      | 11 oktober     | 766 000       |
| 9  | Den andra attacken       | 18 oktober     | 777 000       |
| 10 | En dag föds vi ...       | 25 oktober     | 735 000       |
| 11 | Förberedelser och avslut | 1 november     | 660 000       |
| 12 | Lika inför lagen         | 8 november     | 757 000       |